# Acide bêta-aminobutyrique
L'acide β-aminobutyrique (BABA) est un acide β-aminé isomère de l'acide α-aminobutyrique, présent dans certains peptides non ribosomiques, et de l'acide γ-aminobutyrique (GABA), un neurotransmetteur présent chez les animaux et les plantes, où elle pourrait également jouer un rôle dans la signalisation cellulaire,. Ces trois isomères sont des acides aminés non protéinogènes. L'acide β-aminobutyrique est connu pour sa faculté à induire la résistance des plantes aux maladies et à accroître leur résistance aux facteurs abiotiques.